# Wojskowa Akademia Polityczna im. Feliksa Dzierżyńskiego
Wojskowa Akademia Polityczna im. Feliksa Dzierżyńskiego (WAP) – uczelnia Sił Zbrojnych PRL kształcąca między innymi oficerów politycznych.

## Historia szkoły
W listopadzie 1950 minister obrony narodowej polecił powołanie grupy organizacyjno-przygotowawczej Akademii Wojskowo-Politycznej. Jej przewodniczącym został ppłk mgr Ignacy Pawłowski, który miał przygotować ogólną koncepcję studiów, potrzebną dokumentację dydaktyczną, zorganizować bazę szkoleniową i zakwaterowanie dla słuchaczy Akademię powołano ustawą z dnia 22 marca 1951 roku o utworzeniu Akademii Wojskowo-Politycznej.
Do utworzenia akademii wykorzystano kadrę dydaktyczną i bazę szkoleniową Wyższej Szkoły Oficerów Politycznych w Rembertowie. 18 lipca 1951 akademia otrzymała imię Feliksa Dzierżyńskiego.
W Akademii wprowadzono radziecki wzór kształcenia, który powielano niemal bez zmian – zwłaszcza w pierwszych latach funkcjonowania uczelni. W pierwszych latach akademia była uczelnią bezwydziałową. W jej składzie znajdowało się osiem katedr: historii Polski i polskiego ruchu robotniczego, historii powszechnej i międzynarodowego ruchu robotniczego, historii wojen i sztuki wojennej, taktyki i służby sztabów, geografii wojennej, ekonomii politycznej, marksizmu i leninizmu, pracy partyjno-politycznej. W 1954, po rozwiązaniu Oficerskiej Szkoły Prawniczej, w ramach Akademii Wojskowo-Politycznej im. Feliksa Dzierżyńskiego powołano Fakultet Wojskowo-Prawniczy działający w latach 1954-1955.
W czerwcu 1957 minister Obrony Narodowej rozkazem nr 052/org przemianował Akademię Wojskowo-Polityczną na Wojskową Akademię Polityczną. W grudniu 1958 utworzono dwa fakultety: historyczny i pedagogiczny, które potem przemianowano na wydziały. Na początku 1961 w miejsce rozwiązanego Fakultetu Wojskowo-Prawniczego powołano Wojskowy Instytut Prawniczy (WIP), którego organizatorem i komendantem był dr Leon Łustacz. WIP powstał po rozwiązaniu Zarządu Sądownictwa Wojskowego. W 1966 na wniosek Komisji MON ds. psychologii, socjologii i pedagogiki wojskowej powołano w WAP Ośrodek Badań Społecznych. W tym samym roku utworzono też nowy Wydział Ekonomiczno-Wojskowy.
Do 1990 akademia kształciła słuchaczy na poziomie studiów magisterskich w zakresie nauk społeczno-politycznych i wojskowych oraz pracowników naukowo-dydaktycznych(studia doktoranckie).
Uczelnia miała uprawnienia do nadawania stopnia naukowego doktora habilitowanego nauk humanistycznych. Prowadziła również liczne studia podyplomowe w zakresie: pedagogiki wojskowej, socjologii wojska, historii sztuki wojennej, ekonomiki wojskowej itp.

## Struktura organizacyjna (1967)
- komenda
- jednostki dydaktyczne
  - Wydział Pedagogiczno-Polityczny
  - Wydział Historyczno-Polityczny (dziekani: 1957–1968 Janusz Woliński, 1968–1990 Kazimierz Sobczak)
  - Wydział Ekonomiczno-Wojskowy
  - Wojskowy Instytut Prawniczy
  - Studium Języków Obcych
- ośrodek badań społecznych
- oddział organizacji i planowania szkolenia
- wydział naukowo-badawczy
- oddział kadr
- oddział finansów
- pododdziały szkolne
- pododdziały zabezpieczenia

## Jednostki dydaktyczne
Struktura organizacyjna i proces kształcenia w AWP były zbliżone do rozwiązań zastosowanych w Akademii im. Lenina w Moskwie. Autorem większości koncepcji przy tworzeniu akademii był płk Jan Hoffman, absolwent moskiewskiej uczelni. W okresie funkcjonowania uczelnia przechodziła liczne zmiany organizacyjne. Podyktowane były one w dużej mierze przemianami społeczno-politycznymi i polityczno-wojskowymi.
Podstawowymi jednostkami dydaktycznymi WAP były:
- Katedra Ekonomii Politycznej
- Katedra Historii Polski – kierownik Emanuel Halicz. Inni pracownicy okresowo związani z katedrą: Władysław Tomkiewicz, Maria Turlejska, Tadeusz Jędruszczak, Józef Lewandowski
- Katedra Historii Powszechnej (od 1951) – kierownik Ludwik Bazylow. Inni pracownicy okresowo związani z katedrą: Stanisław Arnold, Juliusz Bardach, Jerzy Dowiat, Karol Lapter, Tadeusz Cieślak, Andrzej Zahorski, Marian Leczyk.
- Katedra Historii Wojskowej i Sztuki Wojennej (od 1957 Katedra Historii Wojskowej) – kierownik Stanisław Herbst.
- Katedra Historii Polskiego Ruchu Robotniczego (od 1958) – kierownicy: Tadeusz Jędruszczak, Tadeusz Cieślak, Franciszek Ryszka[6].
- Katedra Historii WKP(b) i Historia ZSRR
- Katedra Pracy Partyjno-Politycznej i Wychowania Wojskowego
- Katedra Międzynarodowego Ruchu Robotniczego i Historii Powszechnej
- Katedra Taktyki i Służby Sztabów
- Katedra Historii Literatury i Języka Polskiego – etatowymi pracownikami byli nauczyciele warszawskich szkół średnich.
- Katedra Języków Obcych i Przedmiotów Ogólnokształcących – etatowymi pracownikami byli nauczyciele warszawskich szkół średnich.
- Katedra Geografii Wojennej i Ekonomicznej

Fakultet Wojskowo-Prawniczy
Zadaniem fakultetu było kształcenie oficerów przewidzianych na stanowiska w sądownictwie wojskowym i jego administracji oraz w prokuraturze. Fakultet został rozwiązany 8 grudnia 1955 w wyniku reformy sądownictwa, kiedy to wiele spraw podlegających orzecznictwu sądów wojskowych przekazano do kompetencji sądów powszechnych. Okres kształcenia prawników wojskowych trwał do 3,5 roku. Ukończenie fakultetu nie dawało uprawnień do tytułu magistra prawa.
Wojskowy Instytut Prawniczy
Zadaniem placówki było prowadzenie pracy dydaktycznej, działalności naukowej oraz popularyzacja wojskowego prawa karnego, administracyjnego i sądowego. W skład WIP wchodził Dział Prawa Administracyjnego kier. przez Sykstusa Guze oraz Dział Prawa Karnego kier. przez Haraschina. W jego składzie znajdowały się:
- Katedra Teorii Państwa i Prawa
- Katedra Prawa i Procesu Karnego

1977-1978
- Wydział Nauk Pedagogicznych
- Wydział Nauk Politycznych : kierunki polityczny i historyczny
- Wydział Nauk Ekonomicznych: kierunki gospodarka wojskowa i polityczny

1990
- Wydział Historyczno-Polityczny (studia zaoczne)
- Wydział Nauk Politycznych – studia dzienne i zaoczne 3-letnie magisterskie na kierunku politologia i historia (1982–1990)
- Wydział Nauk Pedagogicznych – studia dzienne i zaoczne 3-letnie magisterskie na kierunku pedagogika i historia (1982–1990)
- Wydział Nauk Ekonomicznych – studia dzienne i zaoczne 4-letnie magisterskie na kierunku gospodarka wojskowa (1982–1990)

## Komendanci WAP
- płk Michał Stankiewicz (1951–1954)
- płk Jan Hoffman (1954–1956)
- gen. bryg. Adam Uziembło (1956–1958)
- gen. bryg. Józef Urbanowicz (1958–1960)
- gen. bryg. Eugeniusz Kuszko (1960–1965)
- gen. bryg. Edward Braniewski (1965–1969)
- gen. bryg. Henryk Koczara (1969–1972)
- gen. dyw. Władysław Polański (1972–1989)
- gen. bryg. prof. Mieczysław Michalik (1989–1990)

## Zastępcy komendanta WAP[7]
- gen. bryg. Tadeusz Kunicki (generał) (1964–1967) – zastępca ds. szkolenia taktyczno-operacyjnego
- kontradmirał Józef Sobiesiak (1968–1971) – zastępca ds. liniowych
- płk Tadeusz Dziekan (1969–1972) – zastępca ds. politycznych
- gen. bryg. Aleksander Jankowski (1972–1980) – zastępca ds. liniowych
- gen. bryg. Edward Dysko (1980–1984) – zastępca ds. liniowych
- gen. bryg. Tadeusz Sroczyński (1984–1990) – zastępca ds. liniowych
- płk prof. Mieczysław Michalik (1973–1984) – zastępca ds. naukowych
- płk doc. dr Mieczysław Sidor – zastępca ds. szkolenia
- płk Jerzy Serkuczewski – zastępca ds. politycznych
- płk dr Henryk Żambo – zastępca ds. politycznych
- kmdr doc. dr hab. Zdzisław Misztal (1977–1982) – zastępca ds.politycznych[8]
- kmdr Walerian Magoń – zastępca ds. dydaktycznych
- płk prof. Wacław Stankiewicz (1985–1990) – zastępca ds. naukowych
- płk Henryk Janusz (1982–1990) – zastępca ds. politycznych.

## Kadra naukowo-dydaktyczna
Kadra dydaktyczna WAP rekrutowała się w początkowym okresie przede wszystkim z oficerów politycznych Wyższej Szkoły Oficerów Politycznych w Rembertowie, Oficerskiej Szkoły Politycznej w Łodzi oraz Głównego Zarządu Politycznego WP. Spośród kadry WSOP do akademii skierowanie zostali: Julian Biełous, Bolesław Kiek, Michał Pirko, Jakub Zylbersztein, Zdzisław Rosiński, Rudolf Dzipanov, Artur Leinwand, Tadeusz Kopaniak, Jan Myczko, Tadeusz Lenczowski, Wacław Jackowski. Z OSPolit w Łodzi skierowani zostali: Aleksander Puchow, Tadeusz Gęsek, Jerzy Dworniak, Adolf Wartoś, Witold Bondziul, Stanisław Oprychał, Ludwik Stein, Henryk Olek i Zenon Chałat. Szef GZP WP skierował m.in. Aleksandra Zatorskiego i Michała Rudawskiego oraz Andrzeja Wysłoucha. Skierowano również Tadeusza Jędruszczaka z organizacji Służba Polsce oraz Fryderyka Zbiniewicza z Ministerstwa Bezpieczeństwa Publicznego. W grupie  pierwszych pracowników znaleźli się również oficerowie Armii Radzieckiej: Michał Stankiewicz, Andrzej Wysłouch, Wiktor Uspieński, Edward Bałut, Eugeniusz Tarasow. Absolwentami radzieckich akademii w gronie kadry byli: Jan Hofman, Tadeusz Szaciłło i Stanisław Rutkowski. Do 1956 w APW tylko Emanuel Halicz miał stopień naukowy doktora. Do 1960 nominacje profesorskie WAP otrzymali Emanuel Halicz i Jakub Wachtel.
Wśród cywilnych wykładowców po 1956 znaleźli się: Jerzy Wiatr, Jan Szczepański, Stanisław Herbst, Czesław Madajczyk i Janusz Reykowski. Do 1965 spośród cywilnych pracowników dołączyli: Janusz Woliński, Ludwik Bazylow, Tadeusz Cieślak, Józef Skrzypek, Adam Stebelski, Franciszek Ryszka, Maria Turlejska, Roman Kamienik, Marian Wojciechowski, Karol Lapter, Władysław Tomkiewicz, Andrzej Zahorski, Bolesław Lewicki, Janusz Nowicki, Adam Krokiewicz, Tadeusz Kroński, Jan Legowicz, Tadeusz Pasierbiński, Ryszard Wroczyński, Ignacy Szaniawski, Stanisław Jedlewski, Bronisław Syzdek.
W 1968 po wydarzeniach marcowych z WAP odeszli m.in. Jerzy Wiatr, Adam Uziembło, Stanisław Herbst, Leszek Grot, Ignacy Pawłowski, Józef Lewandowski, Zdzisław Rosiński, Lechosław Stein, Emanuel Halicz opuścił Polskę w 1972, Ryszard Sztetner, Stefan Michnik, Czesław Madajczyk, Tadeusz Jędruszczak.
W latach 70. i 80. profesorami WAP byli m.in..
- płk prof. dr hab. Jan Bogusz – kierownik Zakładu Dydaktyki Wojskowej (1970–1975), szef Katedry Pedagogiki Wojskowej (1975–1984)
- płk prof. dr hab. Józef Borgosz – kierownik Katedry Filozofii (1978–1990)
- płk prof. dr hab. Jerzy Cytowski – kierownik Zakładu Teorii i Historii Wychowania, prodziekan Wydziału Nauk Pedagogicznych (1983–1990)
- płk prof. dr hab. Tadeusz Grabowski – prodziekan Wydziału Ekonomiczno-Wojskowego (1966–1977), komendant (dziekan) Wydziału Nauk Ekonomicznych (od 1977)
- płk prof. dr hab. Mieczysław Jaworski – kierownik Katedry Historii Polski i Polskiego Ruchu Robotniczego (1981–1990)
- płk prof. dr hab. Marian Koch – kierownik Katedry Ekonomiki Wojskowej
- płk prof. dr hab. Zdzisław Kosyrz – kierownik Katedry Pedagogiki Wojskowej (1970–1975, 1984–1990), prodziekan Wydziału Nauk Pedagogicznych (1975–1984)
- płk prof. dr hab. Marian Leczyk – kierownik Katedry Historii Polski (1970–1981), komendant (dziekan) Wydziału Nauk Politycznych (1981–1990)
- płk prof. dr hab. Teofil Leśko – kierownik Katedry Państwa i Prawa (1978–1990)
- płk prof. dr hab. Mieczysław Michalik – kierownik Zakładu Filozofii (1970–1972), komendant (dziekan) Wydziału Pedagogiki (1972–1973)
- płk prof. dr hab. Jerzy Muszyński – kierownik Katedry Współczesnych Doktryn Politycznych na Wydziale Nauk Politycznych (1971–1990)
- płk prof. dr hab. Kazimierz Ochocki – komendant (dziekan) Wydziału Nauk Pedagogicznych (1973–1983)
- płk prof. dr hab. Michał Pirko – kierownik Katedry Historii Międzynarodowego Ruchu Robotniczego i Stosunków Międzynarodowych (do 1986)
- płk prof. dr hab. Leonard Ratajczyk – kierownik Katedry Teorii Wojen i Historii Wojskowej
- płk prof. dr hab. Stanisław Rutkowski – kierownik Katedry Dydaktyki
- płk prof. dr hab. Kazimierz Sobczak – komendant (dziekan) Wydziału Historyczno-Politycznego (1970–1977), komendant (dziekan) Wydziału Nauk Politycznych (1977–1981)
- płk prof. dr hab. Stanisław J. Sokołowski – komendant (dziekan) Wydziału Nauk Pedagogicznych (1983–1990)
- płk prof. dr hab. Czesław Staciwa – komendant Instytutu Badań Społecznych WAP (1983–1990)
- płk prof. dr hab. Wacław Stankiewicz – komendant Wojskowego Instytutu Ekonomicznego (1973–1985)
- płk prof. dr hab. Mieczysław Wieczorek
- płk prof. dr hab. Lesław Wojtasik – zastępca komendanta (1980-1982) i komendant Instytutu Badań Społecznych WAP (1982–1983)

Wieloletnimi pracownikami naukowymi WAP byli również:
- płk doc. dr Edward Krawczyk – zastępca kierownika Katedry Historii Międzynarodowego Ruchu Robotniczego
- płk doc. dr Kazimierz Łastawski – kierownik Katedry Historii Międzynarodowego Ruchu Robotniczego i Stosunków Międzynarodowych (1986–1990)
- płk doc. dr hab. Józef Mazurek – zastępca kierownika Katedry Teorii i Metodyki Pracy Partyjno-Politycznej
- płk dr Mieczysław Szadkowski
- płk doc. dr Mieczysław Wieczorek
- płk doc. dr Leon Ziaja
- płk dr Stanisław Zapolski
- dr Bronisław Syzdek (od 1974)

## Siedziba
W latach 1951–1954 AWP zajmowała budynek dawnego Hotelu Europejskiego przy Krakowskim Przedmieściu w Warszawie. W 1954 została przeniesiona do budynków Wolnej Wszechnicy Polskiej z 1929 przy ulicy Opaczewskiej (od 1960 ulica Banacha), które stopniowo zwalniała Akademia Sztabu Generalnego. Przenosiny zakończono w lutym 1956.
Rozporządzeniem Rady Ministrów z 21 maja 1990 Wojskowa Akademia Polityczna została rozwiązana. Część kompleksu przy ul. Banacha 2, w którym miała siedzibę, została przekazana Uniwersytetowi Warszawskiemu (mieści się tam Wydział Matematyki, Informatyki i Mechaniki UW).